# IC 4941
IC 4941 ist eine Balken-Spiralgalaxie vom Hubble-Typ SBd im Sternbild Teleskop am Südsternhimmel. 
Im selben Himmelsareal befinden sich u. a. die Galaxien NGC 6854, IC 4944, IC 4947.
Das Objekt wurde am 31. August 1904 von Royal Harwood Frost entdeckt.